# 和阗之战
和阗之战，清高宗乾隆二十三年（1758年）十一月至乾隆二十四年（1759年）三月，在平定回部之战中，清军在和阗城对大小和卓的作战。
乾隆二十三年（1758年）十一月廿六日，霍集占派阿卜都克勒木兄弟与鄂斯满、塞颇尔等率军六百进攻和阗。鄂斯满首先攻陷克勒底雅，克勒底雅城主（伯克）阿里木沙逃往额里齐。乾隆二十四年正月，阿克苏办事侍郎永贵派兵救援。正月十五后，和卓兵围攻额里齐、哈喇哈什。驻巴尔楚克的参赞大臣巴禄派兵三百救援和阗，乾隆帝命巴禄亲自领兵增援。兆惠在阿克苏派瑚尔起、巴图济尔噶尔带九百兵援救和阗。二月，玉陇哈什失陷。三月初三日，哈喇哈什失陷，三月初六日，瑚尔起等抵达额里齐，与散秩大臣鄂对、侍卫噶布舒合兵。三月初九日，瑚尔起到达哈喇哈什，乘雾袭击和卓军营，射杀阿卜都哈里克。鄂斯满、霍集雅斯负伤逃走。三月十一日，清军收复玉陇哈什、齐尔拉，派人招降克勒底雅、塔克。阿卜都克勒木属下布库塔斯被执献清军，和阗平定。